# Kałyta
Kałyta (ukr. Калита) – osiedle typu miejskiego na Ukrainie, w obwodzie kijowskim, w rejonie browarskim. W 2001 liczyło 4982 mieszkańców.